# Cúp bóng đá Melanesia 2000
Cúp bóng đá Melanesia 2000 là mùa giải thứ 7 và  cuối cùng giải đấu khắp vùng Melanesia được tổ chức. Giải diễn ra ở Fiji và có 5 đội bóng tham gia: Fiji, Quần đảo Solomon, Nouvelle-Calédonie, Papua New Guinea và Vanuatu và lần thứ ba trở thành vòng loại của Cúp bóng đá châu Đại Dương.
Các đội bóng thi đấu với nhau theo thể thức thi đấu vòng tròn và Fiji vô địch lần thứ 5 cũng như giành quyền tham gia Cúp bóng đá châu Đại Dương 2000 với Quần đảo Solomon. Tuy nhiên, đội xếp thứ 3 Vanuatu thay thế Fiji ở nửa sau giải đấu vì tình trạng náo loạn dân sự ở Fiji với hành động của George Speight, người lật đổ chính phủ vừa bầu theo dân chủ của Fiji.

## Kết quả
|                    | St | T | H | B | BT | BB | Đ  |
| ------------------ | -- | - | - | - | -- | -- | -- |
| ' Fiji             | 4  | 3 | 1 | 0 | 13 | 4  | 10 |
| Quần đảo Solomon   | 4  | 2 | 1 | 1 | 10 | 9  | 7  |
| Vanuatu            | 4  | 2 | 0 | 2 | 12 | 7  | 6  |
| Nouvelle-Calédonie | 4  | 2 | 0 | 2 | 11 | 11 | 6  |
| Papua New Guinea   | 4  | 0 | 0 | 4 | 4  | 19 | 0  |

| Fiji                                                 | 5-0 | Papua New Guinea |
| ---------------------------------------------------- | --- | ---------------- |
| Manoa Masi Marika Namaqa Esala Masi Emoel B K Doidoi |     |                  |

| Nouvelle-Calédonie                | 4-2 | Quần đảo Solomon       |
| --------------------------------- | --- | ---------------------- |
| Didler W Marius M Steve L J Pibee |     | Batram Suri Noel Berry |

| Quần đảo Solomon           | 2-1 | Vanuatu |
| -------------------------- | --- | ------- |
| Noel Berry Patteson Daudau |     | V Noel  |

| Fiji              | 2-1 | Nouvelle-Calédonie |
| ----------------- | --- | ------------------ |
| Manoa Masi A Driu |     | Didier W           |

| Nouvelle-Calédonie                                     | 6-1 | Papua New Guinea |
| ------------------------------------------------------ | --- | ---------------- |
| W Didler M Patrice M Marius F Yues P Joris E Alexander |     | S Mali           |

| Fiji                         | 4-1 | Vanuatu      |
| ---------------------------- | --- | ------------ |
| Esala Masinisau 2 B Lorima 2 |     | Richard Iwai |

| Vanuatu                                           | 6-0 | Nouvelle-Calédonie |
| ------------------------------------------------- | --- | ------------------ |
| C Seimata Hubert Reuben Richard Iwai 2 H George 2 |     |                    |

| Quần đảo Solomon                         | 4-2 | Papua New Guinea    |
| ---------------------------------------- | --- | ------------------- |
| Jack Samani Noel Berry Patteson Daudau 2 |     | L Isalah E Geoferey |

| Papua New Guinea | 1-4 | Vanuatu                        |
| ---------------- | --- | ------------------------------ |
| P Paliwa         |     | C Berry N Vari 2 Hubert Reuben |

| Fiji                   | 2-2 | Quần đảo Solomon            |
| ---------------------- | --- | --------------------------- |
| Emosi Baleinuku A Driu |     | Batram Suri Patteson Daudau |

Quần đảo Solomon và  Vanuatu* giành quyền tham gia Cúp bóng đá châu Đại Dương 2000
- Fiji bị thay thế bởi Vanuatu (do tình trạng náo động dân sự diễn ra ở Fiji).